# Рупінтривір
Рупінтривір англ. Rupintrivir, відомий також як AG-7088 і Рупінавір — синтетичний експериментальний противірусний препарат пептидоподібної структури, активний проти 3C-протеази пікорнавірусів, та є за механізмом дії є інгібітором протеази 3CL. Рупінтривір розроблений для лікування хвороб, спричинених риновірусами, а потім досліджувався для застосування при інших вірусних захворюваннях, включаючи захворювання, спричинених пікорнавірусами, норовірусами, та коронавірусами, зокрема для лікування SARS та COVID-19.